# Agudos
Agudos is een gemeente in de Braziliaanse deelstaat São Paulo. De gemeente telt 36.188 inwoners (schatting 2009).

## Aangrenzende gemeenten
De gemeente grenst aan Águas de Santa Bárbara, Bauru, Borebi, Cabrália Paulista, Iaras, Lençóis Paulista, Paulistânia, Pederneiras, Piratininga en Santa Cruz do Rio Pardo.